# Unebi (Schiff)
Die Unebi (jap. 畝傍) war ein Geschützter Kreuzer der kaiserlich japanischen Marine. Der Bauauftrag für das 1883 bewilligte Einzelschiff, das nach dem in der Präfektur Nara gelegenen Berg Unebi benannt war, wurde ins Ausland an die französische Werft Forges et Chantiers de la Gironde in Lormont (Département Gironde) vergeben. Die Kiellegung fand am 17. Mai 1884 statt. Nach dem Stapellauf am 6. April 1886 wurde der Kreuzer – bislang das einzige Schiff in der Geschichte der japanischen Marine, das den Namen Unebi trug – am 18. Oktober 1886 in Dienst gestellt. Das Schiff ging bereits im Dezember 1886, im Rahmen der Überführungsfahrt von Frankreich nach Japan, mit der gesamten Besatzung im Sturm unter und gilt als verschollen.

## Technische Aspekte
Die Unebi besaß einen in 18 wasserdichte Abteilungen unterteilten Stahlrumpf und war maximal 101,22 Meter lang sowie 13,11 Meter breit. Der Tiefgang lag durchschnittlich bei 5,20 Meter, konnte aber voll ausgerüstet auf 5,72 Meter ansteigen. (Dieser Wert wird auch im nebenstehenden Informationsblock genutzt.)

### Bewaffnung
Der Kreuzer verfügte, gemessen an seiner Größe, über eine sehr starke Bewaffnung. So bestand die Hauptartillerie aus vier je rund 32 Tonnen schweren 25,4-cm-Geschützen, die von der britischen Elswick Ordnance Company (EOC) geliefert worden waren. Diese Kanonen waren in der Lage, eine 227 Kilogramm schwere, panzerbrechende Granate über eine Distanz von maximal – bei 35 Grad Rohrerhöhung – 10.560 Metern zu verschießen. Die Feuergeschwindigkeit lag bei etwa einem Schuss alle zwei Minuten. Je zwei dieser Geschütze befanden sich in gepanzerten Schwalbennestern auf beiden Seiten des Rumpfes – eines etwa auf Höhe der Kommandobrücke, das andere zwischen Haupt- und Besanmast –, so dass bei einer Breitseite zwei Geschütze zum Tragen gebracht werden konnten.
Die Mittelartillerie setzte sich aus sieben einzeln lafettierten 15,2-cm-Geschützen (die ebenfalls von der EOC geliefert worden waren) zusammen, wobei je drei der durch 62 mm starke Panzerschilde geschützten Kanonen auf dem Hauptdeck beiderseits der Schornsteine standen. Ein weiteres dieser Geschütze stand zudem einzeln und in Mittschiffslinie auf dem Achterdeck hinter dem achteren Mast (zur Bekämpfung von möglichen Verfolgern). Diese Geschütze verschossen eine 45,3 Kilogramm schwere Granate über eine maximale Distanz von rund 8.800 Metern. Daneben verfügte die Unebi noch über zwei 5,7-cm-Hotchkiss-Kanonen und zehn vierläufige Nordenfelt-Mitrailleusen (im Kaliber 25,4 mm). Eingelagert unter Deck befanden sich zudem vier Gatling-Repetiergeschütze, die von der Besatzung aber nur bei Landeinsätzen genutzt werden sollten.

### Maschinenanlage und Antrieb
Gemäß der Planungsvorgaben hätte die Maschinenanlage, bestehend aus neun kohlenbefeuerten Dampfkesseln des Typs Du Temple und zwei dreizylindrigen Dreifachexpansionsmaschinen, 5.500 PSi leisten und dem Schiff eine Höchstgeschwindigkeit von 17,5 kn ermöglichen sollen. Bei Probefahrten wurde diese Vorgabe allerdings leicht übertroffen und die Unebi erreichte (bei einer maximalen Maschinenleistung von 6.083 PSi) eine Höchstgeschwindigkeit von 18,5 kn (ca. 34 km/h). Mit einem Kohlenvorrat von 710 Tonnen beziehungsweise nur unter Einbeziehung der Maschine – und somit ohne die Segeloption – besaß der Kreuzer eine rechnerische Reichweite von 4.500 Seemeilen (bei 10 kn Fahrt).
Zudem besaß die Unebi drei Masten mit einer Bark-Takelage. Die Segelfläche betrug insgesamt rund 1.800 Quadratmeter. Die Höchstgeschwindigkeit unter Segeln lag bei etwa 10 kn (ca. 18,5 km/h), wobei die Segel indessen nur als reine Ergänzung angesehen wurden (etwa zwecks Kohleneinsparungen bei günstigem Wetter). Zudem sollten sie auch im Falle eines Maschinenschadens zum Einsatz gelangen. Im Vergleich zu den fast zeitgleich gebauten Geschützten Kreuzern der Naniwa-Klasse, die von Japan in Großbritannien in Auftrag gegeben worden waren, galt dieses Segel-Dampf-Konzept aber bereits als überholt.

### Kritik am Konzept
Trotz einer starken Bewaffnung und einer vergleichsweise hohen Geschwindigkeit, wurde die Konstruktion des Kreuzers allerdings wegen der relativ kleinen Rumpfplattform von Fachkreisen als unausgewogen, wegen der Takelage als überaltert und vor allem wegen der schweren Bewaffnung als topplastig kritisiert. Es wird vermutet, dass dieser Umstand auch den Verlust des Schiffes im Sturm Ende 1886 zumindest stark begünstigt haben könnte. 

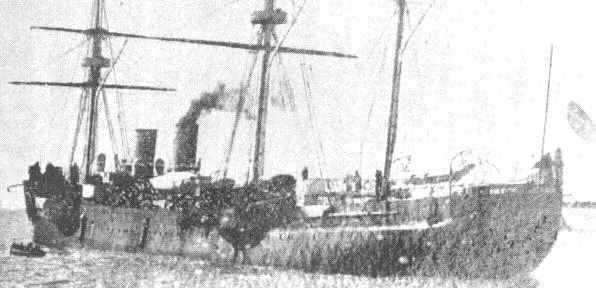
Heckansicht der Unebi (ebenfalls aufgenommen in Le Havre 1886).

## Überführungsfahrt und Untergang
Nach der Indienstnahme des Kreuzers am 18. Oktober 1886 absolvierte die Unebi zunächst bis Anfang November 1886 Testfahrten auf der Gironde. Am 4. November verließ das Schiff, noch unter französischem Kommando stehend und mit einer Besatzung von 98 Japanern (darunter 18 Offiziere) und 76 Franzosen an Bord, Le Havre und trat die Überführungsreise nach Fernost an. Die Fahrt verlief zunächst via Gibraltar, Malta, den Sueskanal und Aden nach Singapur, wo der Kreuzer Anfang Dezember 1886 eintraf. Die letzte Etappe sollte die Unebi nach Yokohama führen. Das Schiff verließ am 3. Dezember 1886 Singapur und hätte spätestens um den 20. Dezember in Japan eintreffen sollen, kam allerdings dort nie an.
Nachdem die Unebi Ende Dezember 1886 als überfällig gemeldet worden war, begannen japanische, britische und spanische Schiffe – die Philippinen standen zu diesem Zeitpunkt noch unter spanischer Hoheit – mit der Suche nach dem Schiff. Weder Trümmer noch Leichen oder gar Überlebende konnten indessen gefunden werden. Diese Bemühungen wurden denn auch Mitte Januar 1887 von spanischer und britischer Seite erfolglos eingestellt. Berichte, wonach ein Schiff, das der Unebi ähnlich gesehen haben soll, Mitte Januar 1887 vor den nordphilippinischen Batan-Inseln gesichtet worden sein soll, konnten nicht verifiziert werden. Ende Januar 1887 beendete schließlich auch die japanische Marine die Suche nach dem verschwundenen Kreuzer. Die Unebi wurde nachfolgend am 19. Oktober 1887 aus dem Flottenregister gestrichen und galt als verschollen.

## Spätere Nachforschungen und Trümmerfunde
Eine einzige belastbare Spur ergab sich überraschend rund zehn Jahre nach dem Verschwinden des Schiffes: Im Juli des Jahres 1897 wurde durch Berichte der US-Zeitungen New York Tribune und Morning Times bekannt, dass Jahre zuvor auf den Pescadores-Inseln (die sich seit 1895 unter der Oberhoheit Japans befunden hatten) angeschwemmte Trümmer eines japanischen Schiffes von Dorfbewohnern aufgefunden worden sein sollen. Darauf erfolgende Nachforschungen seitens der japanischen Marine sowie von Polizeieinheiten auf den Inseln brachten ans Licht, dass Fischer tatsächlich vor rund einem Jahrzehnt Schiffstrümmer an den Stränden aufgefunden und diese zum Bau von Holzhütten verwendet hatten. Beim nachfolgenden Untersuchen der Hütten fanden die Ermittler unter anderem verzierte Holzleisten und zwei Kabinentüren, die den verwitterten Schriftzug Unebi trugen. Es war dies die einzige Spur, die jemals von dem Schiff gefunden wurde. 

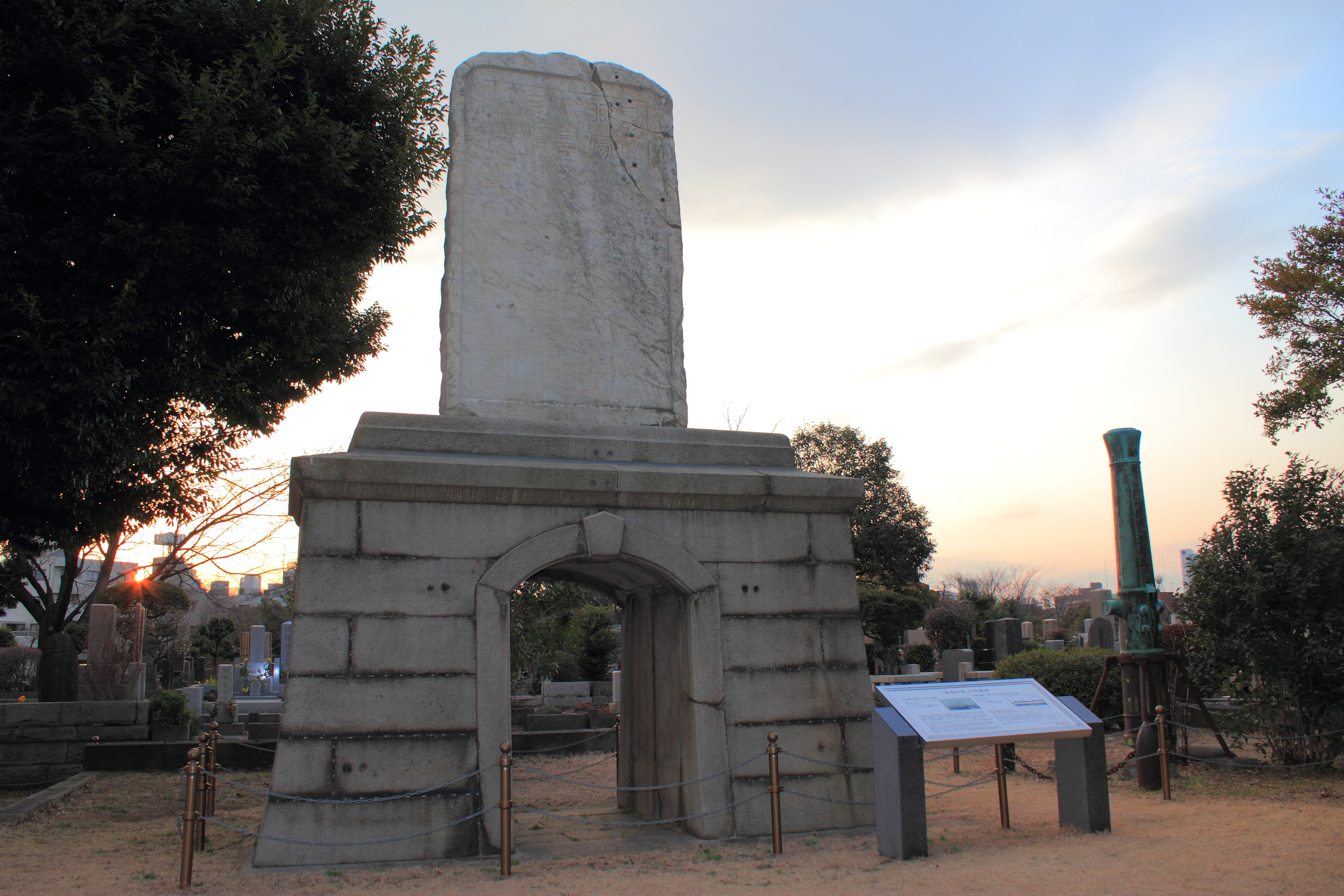
Denkmal zu Ehren der Todesopfer auf der Unebi auf dem Tokioter Aoyama-Friedhof.

Dennoch blieb bis heute unbekannt, wo und wann der Kreuzer gesunken und was der Unebi zum Verhängnis geworden war. Vermutlich ist das Schiff Mitte Dezember 1886 im nordöstlichen Südchinesischen Meer in die Ausläufer eines Taifuns geraten, infolge der Topplastigkeit im Sturm gekentert und innerhalb kürzester Zeit mit der gesamten Besatzung von 174 Mann gesunken. Bis heute handelt es sich um eines der schwersten Unglücke der japanische Marine in Friedenszeiten.

## Denkmal
Zum Gedenken an die Todesopfer auf der Unebi wurde auf dem Tokioter Friedhof Aoyama ein Denkmal errichtet.